# (2302) Florya
(2302) Florya es un asteroide perteneciente al cinturón de asteroides descubierto por Nikolái Efimóvich Kurochkin el 2 de octubre de 1972 desde el Observatorio Astrofísico de Crimea en Naúchni.

## Designación y nombre
Florya se designó inicialmente como 1972 TL2.
Más tarde fue nombrado en honor del astrónomo soviético Nikolái Fiodórovich Floria (1912-1941).

## Características orbitales
Florya está situado a una distancia media del Sol de 2,646 ua, pudiendo alejarse hasta 3,163 ua y acercarse hasta 2,129 ua. Su inclinación orbital es 12,07° y la excentricidad 0,1953. Emplea en completar una órbita alrededor del Sol 1572 días.